# Delta Cygni
Delta Cygni (δ Cyg, Fawaris) – gwiazda w gwiazdozbiorze Łabędzia, znajdująca się w odległości około 165 lat świetlnych od Słońca.

## Nazwa
Nazwa gwiazdy pochodzi od arabskiego arab. ‏الفوارس‎ al-Fawāris, „jeźdźcy”, które pierwotnie odnosiło się do asteryzmu tworzonego przez ζ, ε, γ i δ Cyg. Międzynarodowa Unia Astronomiczna w 2018 roku formalnie zatwierdziła użycie nazwy Fawaris dla określenia tej gwiazdy.

## Charakterystyka
Delta Cygni znajduje się na wschodnim skrzydle Łabędzia. Jest to podolbrzym należący do późnego typu widmowego B, który kończy syntezę wodoru w hel w jądrze.
Delta Cygni jest składnikiem układu potrójnego. W odległości 2,4 sekundy kątowej na niebie znajduje się bliższy towarzysz, żółto-biały karzeł szóstej wielkości gwiazdowej należący do typu widmowego F1. Gwiazdy fizycznie dzieli średnia odległość 157 au, ale poruszając się po ekscentrycznych orbitach wokół środka masy zbliżają się na 84 au i oddalają na 230 au, okrążając go co 780 lat. Tę parę okrąża w dużej odległości trzeci składnik, pomarańczowy karzeł dwunastej wielkości, należący do typu widmowego K5.